# Antonio Trombetta
Antonio Trombetta (Padova, 1436 – Padova, 6 marzo 1517) è stato un francescano e arcivescovo cattolico italiano.

## Biografia
Nato a Padova, già in giovane età entrò nel convento dei frati francescani annesso alla Basilica di Sant'Antonio di Padova. Studioso delle scienze filosofiche, fu fervente seguace delle teorie filosofiche di Aristotile e di Duns Scoto, tanto da essere definito scotistarum aetatis suae princeps. Nel 1469 fu nominato professore di metafisica presso l'Università di Padova e mantenne la cattedra ininterrottamente fino al 1504, nonostante fosse anche a capo della Provincia conventuale francescana per ben 22 anni.
Il 15 aprile 1504 fu nominato commissario e visitatore apostolico e per tale motivo chiese al Senato veneto di essere sostituito nella cattedra universitaria. Nel 1511 fu nominato da papa Giulio II vescovo di Urbino, carica che mantenne fino al 1514, quando chiese di poter ritornare all'insegnamento a Padova. Nell'occasione fu nominato arcivescovo titolare di Atene. Quand'era ancora vescovo di Urbino, partecipò al Concilio Lateranense V.
Fra i suoi discepoli ebbe Antonio De Fantis.
Dopo la sua morte, avvenuta nel 1517 all'età di ottantun anni, fu eretto in suo onore un imponente mausoleo nella Basilica di Sant'Antonio di Padova, opera di Vincenzo e Gian Gerolamo Grandi per la parte architettonica, mentre il busto che rappresenta Antonio Trombetta è uno dei capolavori di Andrea Briosco detto il Riccio.
Sotto il busto è riportata la seguente iscrizione: